# Rah Ahan Yazdan F.C.
Rah Ahan Yazdan Sports Club (persa: باشگاه ورزشی راه‌آهن یزدان) es un club de fútbol iraní basado en Teherán. Actualmente juegan en la Liga Azadegan. Rah Ahan es uno de los clubes de fútbol iraní más antiguos.

## Historia

### Establecimiento (1937-1956)
Rah ahan se formó en 1937 en Teherán por la Islamic Republic of Iran Railways, pero fueron comprados por Qeshm Air. Es uno de los clubes de fútbol iraníes más antiguos todavía en existencia. En 1939 Rah Ahan participó en la Liga Local de Teherán por primera vez. Su primer partido oficial fue el 4 de enero de 1940 contra Bazargani F.C., ganaron el juego 11-0. Hoy en día Rah Ahan es propiedad del empresario Peyman Kianian.
Durante la Guerra mundial en la década de 1940 Rah Ahan disolvió sus operaciones de fútbol, no fue hasta la década de 1950 cuando Rah Ahan reinició su equipo de fútbol. Después de su restablecimiento, el club bajo el nombre de Pirouz jugó en cerca de la estación de tren. Los jugadores del equipo eran trabajadores del Ferrocarril. En 1955 con la llegada de Rasoul Madadnavi de Tabriz, el club se renombró de nuevo a Rah Ahan y comenzó a traer jugadores fuera de la compañía ferroviaria.

### Prerrevolución (1957-2001)
Después de lograr buenos resultados en la temporada 1958, Rah Ahan fue promovido a la Liga de Teherán de Primera División, pero debido a las nuevas restricciones respecto a los clubes privados en las Ligas Locales de Teherán, el club se negó el derecho a competir y finalmente cesó sus operaciones.
En 1963 Rah Ahan volvió a establecerse y se colocó en la 2.ª División de la Liga Local de Teherán, en 1966 Rah Ahan fue finalmente promovido a la división superior de las Ligas Locales de Teherán. En 1973 la Takht Jamshid Cup, la primera liga nacional de Irán, fue fundada. En sus primeros dos años en la Copa, Rah Ahan terminó un respetable 7° y 9° puesto. En 1976 fueron relegados a la League 2. En su única temporada en la 2.ª División, Rah Ahan terminó 1.º en la liga y fueron promovidos a la Takht Jamshid Cup. En 1978 fueron nuevamente relegados a la 2.ª División, pero no pudieron terminar la 2ª División debido a la Revolución iraní.
Tras el establecimiento de la Iran Pro League en 2001, Rah Ahan fue colocado en la Liga Azadegan de segundo nivel. 

### Iran Pro League (2005-Actualidad)
En 2005, Rah Ahan fue ascendido a la Iran Pro League después de lograr el segundo lugar en la Liga Azadegan. Desde entonces, ha sido en su mayoría un equipo promedio que ha terminado en la mitad de la tabla, pero desde la llegada de Mohammad Hassan Ansarifard como presidente el equipo ha estado más estable. Terminaron 11º en la temporada 2008-09 y evitaron el descenso en la última semana de la temporada.
En la temporada 2012-13 y bajo las órdenes de Ali Daei, estaban 4.º en la Iran Pro League después de 7 semanas de apertura, después de que el equipo tuvo un año promedio, cayó al 8° lugar al final de la temporada. Ese mismo año se fueron de gira por Turquía, superando al Galatasaray Spor Kulübü 4-1, y perdiendo con el equipo de la Superliga de Turquía el İstanbul Başakşehir FK 3-2. Al final de la temporada 2012-13, Ali Daei dejó a Rah Ahan para firmar con el Persépolis FC.
Mansour Ebrahimzadeh fue anunciado como el nuevo entrenador de Rah Ahan para la temporada 2013-14, con él a cargo el Rah Ahan terminó en el 11.er lugar. Al final de la temporada, Ebrahimzadeh anunció que se retira como entrenador del Rah Ahan. El exentrenador del Persépolis Hamid Estili fue nombrado como su reemplazo. Rah Ahan se enfrentó a graves problemas financieros y bajo las órdenes de Estili el club tuvo un mal desempeño, poco después Estili fue despedido y sustituido por el exjugador del Rah Ahan Yazdan F.C. Farhad Kazemi.

## Temporada por temporada
| Temporada | Div. | Liga            | Posición | Copa Hazfi             | Notas     |
| --------- | ---- | --------------- | -------- | ---------------------- | --------- |
| 2001–02   | 2    | Azadegan League | 8°       |                        |           |
| 2002–03   | 2    | Azadegan League | 11°      |                        |           |
| 2003–04   | 2    | Azadegan League | 11°      |                        |           |
| 2004–05   | 2    | Azadegan League | 2°       |                        | Ascendió  |
| 2005–06   | 1    | Iran Pro League | 13°      |                        |           |
| 2006–07   | 1    | Iran Pro League | 16°      | Dieciseisavos de final |           |
| 2007–08   | 1    | Iran Pro League | 12°      | Cuartos de final       |           |
| 2008–09   | 1    | Iran Pro League | 11°      | Subcampeón             |           |
| 2009–10   | 1    | Iran Pro League | 15°      | Partidos adicionales   |           |
| 2010–11   | 1    | Iran Pro League | 15°      | Dieciseisavos de final |           |
| 2011–12   | 1    | Iran Pro League | 11°      | Dieciseisavos de final |           |
| 2012–13   | 1    | Iran Pro League | 8°       | Octavos de final       |           |
| 2013–14   | 1    | Iran Pro League | 11°      | Cuartos de final       |           |
| 2014–15   | 1    | Iran Pro League | 12°      | Dieciseisavos de final |           |
| 2015–16   | 1    | Iran Pro League | 15°      | Cuartos de final       | Descendió |

### Reservas
La tabla a continuación muestra los logros del equipo de reserva del club en varias competiciones.
| Temporada | Liga                   | Posición | Copa Hazfi  |
| --------- | ---------------------- | -------- | ----------- |
| 2010–11   | League 3               | 9°       | No calificó |
| 2011–12   | Tehran Province League | 7°       | No calificó |
| 2012–13   | Tehran Province League | 7°       | No calificó |
| 2013–14   | Tehran Province League | 1°       | No calificó |

## Jugadores y cuerpo técnico

### Plantilla y cuerpo técnico 2016-17
- Actualizado el 30 de noviembre de 2016, datos obtenidos de Transfermarkt.

## Exjugadores
Para más detalles sobre los ex jugadores, ver Categoría:Futbolistas del Rah Ahan Sorinet FC.